# Q36.5 Continental Team
Q36.5 Continental Team (UCI kód: Q3C) je italský cyklistický UCI Continental tým, jenž vznikl v roce 2016. Tým byl původně registrován v Jižní Africe. Do roku 2021 tým sloužil jako rozvojový tým UCI WorldTeamu Team Qhubeka NextHash. Od roku 2023 tým slouží jako rozvojový tým UCI ProTeamu Q36.5 Pro Cycling Team.

## Soupiska týmu
K 30. březnu 2023
- Hamza Amari (ALG) (* 2. října 2002)
- Ephrem Ghebrehiwet (ERI) (* 16. února 2002)
- Milkias Kudus (ERI) (* 26. srpna 2003)
- Dario Lillo (SUI) (* 17. dubna 2002)
- Guillermo Juan Martínez (COL) (* 21. listopadu 2004)
- Ferney Hector Molina (COL) (* 5. ledna 2002)
- Raffaele Mosca (ITA) (* 14. října 2003)
- Manuel Oioli (ITA) (* 17. května 2003)
- Alessio Portello (ITA) (* 7. února 2002)
- Edoardo Sandri (ITA) (* 1. srpna 2001)
- Travis Stedman (RSA) (* 15. května 2002)
- Nahom Zerai (ERI) (* 13. září 2002)

## Vítězství na národních šampionátech
2016
 Jihoafrický silniční závod do 23 let, Stefan de Bod
 Jihoafrická časovka do 23 let, Stefan de Bod
 Rwandský silniční závod, Bonaventure Uwizeyimana
2017
 Jihoafrický silniční závod do 23 let, Stefan de Bod
 Jihoafrická časovka do 23 let, Stefan de Bod
2018
 Jihoafrický silniční závod do 23 let, Stefan de Bod
2019
 Italská časovka do 23 let, Matteo Sobrero
2021
 Jihoafrický silniční závod do 23 let, Marc Pritzen
 Jihoafrická časovka do 23 let, Marc Pritzen
2023
 Jihoafrický silniční závod, Travis Stedman